# Donald Bailey
Cet article concerne batteur de jazz. Pour l'ingénieur-inventeur, voir Pont Bailey. Pour les homonymes, voir Bailey.
Donald Bailey (Orlando Bailey, surnommé « Donald Duck ») est un batteur américain né à Philadelphie (Pennsylvanie), le 26 mars 1934, décédé le 15 octobre 2013.

## Biographie
Autodidacte, il puise son inspiration tout d'abord chez son frère Maurice, chez Max Roach, Art Blakey et Philly Joe Jones.
Il commence à être connu lorsqu'il participe à partir de 1956 et jusqu'en 1969 à la production quasi-industrielle des disques de Jimmy Smith, lors de l'apogée du jazz funky, hard bop, parfois appelé soulful jazz.
Il s'installe sur la Côte Ouest, où il enregistre avec Hampton Hawes, Richie Kamuca, Harold Land, Vic Feldman, Jimmie Rowles, Bobby Bryant, Mundell Lowe (en) et Blue Mitchell, Gene Harris et ses Three Sounds, et joue dans tous les clubs que compte la région, au Japon pour cinq ans (séances avec Sadao Watanabe, George Kawaguchi, Isao Susuki, entre autres), de nouveau aux États-Unis, accompagnant Sarah Vaughan (1974) et Carmen McRae (1982). Le tropisme californien le conduit à Oakland où il poursuit une carrière freelance, agrémentant parfois ses apparitions de solis à l'harmonica, par exemple dans un Bill Cosby Show. On l'a entendu avec Pete Christlieb, Red Norvo, Benny Powell, Charles McPherson, Teddy Edwards, entre autres.
Donald Bailey n'est pas un leader (aucun disque à son actif) mais un accompagnateur discret à la Kenny Clarke, utilisant caisse claire et grande cymbale, mais aussi la cymbale charleston dans une combinaison de l'accentuation, habituelle depuis le bebop de l'afterbeat, mais aussi en un cascade d'accentuations entre les temps, procédé que développera, systématisera presque, Tony Williams.

## Discographie

### Comme leader ou co-leader
- Trio (Capri, 1990, co-leader avec Jimmy Rowles, Red Mitchell)
- Blueprints of Jazz, Vol. 3 (Talking House Records, 2008)

### Comme sideman
Avec Roy Ayers
- Virgo Vibes (Atlantic, 1967)

Avec George Braith
- Two Souls in One (Blue Note, 1963)

Avec Hampton Hawes
- Here and Now (Contemporary, 1965)
- The Seance (Contemporary, 1966 [1969])
- I'm All Smiles (Contemporary, 1966 [1973])

Avec Harold Land
- The Peace-Maker (Cadet, 1968)

Avec Thornel Schwartz
- Soul Cookin' (Argo, 1962) avec Bill Leslie

Avec Jimmy Smith
- The Incredible Jimmy Smith at the Organ (Blue Note, 1956)
- At Club Baby Grand (Blue Note, 1956)
- The Sounds of Jimmy Smith (Blue Note, 1956)
- Plays Pretty Just for You (Blue Note, 1957)
- Jimmy Smith Trio + LD (Blue Note, 1957)
- Groovin' at Small's Paradise (Blue Note, 1957)
- House Party (Blue Note, 1957)
- The Sermon! (Blue Note, 1958)
- Softly as a Summer Breeze (Blue Note, 1958)
- Cool Blues (Blue Note, 1958)
- Six Views of the Blues (Blue Note, 1958)
- Home Cookin' (Blue Note, 1958–59)
- Crazy! Baby (Blue Note, 1960)
- Open House (Blue Note, 1960)
- Plain Talk (Blue Note, 1960)
- Straight Life (Blue Note, 1961)
- Midnight Special (Blue Note, 1961)
- Plays Fats Waller (Blue Note, 1962)
- I'm Movin' On (Blue Note, 1963)
- Bucket! (Blue Note, 1963)
- Rockin' the Boat (Blue Note, 1963)
- Prayer Meetin' (Blue Note, 1963)
- Back at the Chicken Shack (Blue Note, 1963)

Avec Jimmy Rowles
- Subtle Legend (Storyville, enregistré en live en 1972, sorti en 1998)

Avec The Three Sounds
- Live at the Lighthouse (Blue Note, 1967)
- Coldwater Flat (Blue Note, 1968)

Avec Frank Wess & Johnny Coles
- Two at the Top (Uptown, 1988 [2012])

Avec Jack Wilson
- Song for My Daughter (Blue Note, 1969)

Avec Dave Frishberg
- Solo And Trio (Seeds, 1974)